# Монреал еПри
Монреал еПри е кръг от шампионата за болиди с електрическо задвижване Формула Е под егидата на ФИА. Провежда се от сезон 2016/17 на първенството всяка година на временната писта Монреал Стрийт Съркът на улиците на Монреал, Канада.

## История
Предварителните разговори за старт в Монреал датират от края на 2014 г., а през 2015 г. са постигнати неофициални договорки по въпроса. През януари 2015 г. започва планирането за първия старт в Канада, който се състои на 29 юли 2017 г.
През сезон 2016/17 титлите при пилотите и отборите се решават именно на Монреал еПри, като при пилотите след първия старт Лукас ди Граси успява да изпревари Себастиен Буеми на първото място във временното класиране, а по време на втория старт дори увелава аванса си. Ауди Спорт АБТ Шефлер успява само да скъси дистанцията до Рено е.дамс, но не и да го изпревари.

## Писта
Монреал Стрийт Съркът е дълга 2,745 км и има 14 завоя. Разположена е около небостъргача Мезон Радио-Канада.

## Спонсори и официални имена
- 2017: Хидро-Квебек – ФИА Формула Е Хидро-Квебек Монреал еПри 2017

## Победители
| Година | Победител      | Отбор                 | Време (Об.)    | Най-бърза обиколка | Пол позишън       | Дата   |
| ------ | -------------- | --------------------- | -------------- | ------------------ | ----------------- | ------ |
| 2017   | Лукас ди Граси | АБТ Шефлер Ауди Спорт | 56:55.592 (35) | Лоик Дювал         | Лукас ди Граси    | 29 юли |
| 2017   | Жан-Ерик Верн  | Тачита                | 54:12.606 (37) | Никола Прост       | Феликс Розенквист | 30 юли |

## Статистика

### Победи

#### Пилоти
| Победи | Пилот          | Постигнати |
| ------ | -------------- | ---------- |
| 1      | Лукас ди Граси | 2017 (1)   |
| 1      | Жан-Ерик Верн  | 2017 (2)   |

#### Отбори
| Победи | Отбор                 | Постигнати |
| ------ | --------------------- | ---------- |
| 1      | Ауди Спорт АБТ Шефлер | 2017 (1)   |
| 1      | Тачита                | 2017 (2)   |

#### Националност на пилотите
| Победи | Страна   | Постигнати | Пилоти |
| ------ | -------- | ---------- | ------ |
| 1      | Бразилия | 2017 (1)   | 1      |
| 1      | Франция  | 2017 (2)   | 1      |

### Пол позиции

#### Пилоти
| ПП | Пилот             | Постигнати |
| -- | ----------------- | ---------- |
| 1  | Лукас ди Граси    | 2017 (1)   |
| 1  | Феликс Розенквист | 2017 (2)   |

#### Отбори
| ПП | Отбор                 | Постигнати |
| -- | --------------------- | ---------- |
| 1  | Ауди Спорт АБТ Шефлер | 2017 (1)   |
| 1  | Махиндра Рейсинг      | 2017 (2)   |

#### Националност на пилотите
| ПП | Страна   | Постигнати | Пилоти |
| -- | -------- | ---------- | ------ |
| 1  | Бразилия | 2017 (1)   | 1      |
| 1  | Швеция   | 2017 (2)   | 1      |

### Най-бърза обиколка

#### Пилоти
| НОБ | Пилот        | Постигнати |
| --- | ------------ | ---------- |
| 1   | Лоик Дювал   | 2017 (1)   |
| 1   | Никола Прост | 2017 (2)   |

#### Отбори
| НОБ | Отбор                        | Постигнати |
| --- | ---------------------------- | ---------- |
| 1   | Фарадей Фючър Драгън Рейсинг | 2017 (1)   |
| 1   | Рено е.дамс                  | 2017 (2)   |

#### Националност на пилотите
| ПП | Страна  | Постигнати         | Пилоти |
| -- | ------- | ------------------ | ------ |
| 2  | Франция | 2017 (1), 2017 (2) | 2      |